# Wallace Diestelmeyer
Wallace William „Wally” Diestelmeyer (ur. 14 lipca 1926 w Kitchener, zm. 23 grudnia 1999 w Oakville) – kanadyjski łyżwiarz figurowy, startujący w konkurencji solistów oraz w parach sportowych i tanecznych z Suzanne Morrow. Brązowy medalista olimpijski z Sankt Moritz (1948), brązowy medalista mistrzostw świata (1948), mistrz Ameryki Północnej (1947) w parach sportowych oraz 5-krotny mistrz Kanady (1948 w parach tanecznych; 1946, 1947, 1948 w parach sportowych oraz 1948 wśród solistów).
W 1948 roku Morrow i Diestelmeyer zostali mistrzami Kanady w obu konkurencjach par, parach sportowych i tanecznych, przy czym triumfowali także w osobnej konkurencji walca i dziesięciokroku (tzw. Tenstep), zaś Diestelmeyer także wśród solistów, przez co zdobył on tytuł krajowy we wszystkich możliwych konkurencjach łyżwiarstwa figurowego w jednym roku. 
W 1948 roku Morrow i Diestelmeyer zostali pierwszą parą sportową, która wykonała spiralę śmierci z trzymaniem jedną ręką na igrzyskach olimpijskich.

## Osiągnięcia

### Soliści
| Zawody                        | 1947           | 1948           |                |                |                |                |                |                |                |                |                |                |                |                |                |                |                |
| Międzynarodowe                | Międzynarodowe | Międzynarodowe | Międzynarodowe | Międzynarodowe | Międzynarodowe | Międzynarodowe | Międzynarodowe | Międzynarodowe | Międzynarodowe | Międzynarodowe | Międzynarodowe | Międzynarodowe | Międzynarodowe | Międzynarodowe | Międzynarodowe | Międzynarodowe | Międzynarodowe |
| ----------------------------- | -------------- | -------------- | -------------- | -------------- | -------------- | -------------- | -------------- | -------------- | -------------- | -------------- | -------------- | -------------- | -------------- | -------------- | -------------- | -------------- | -------------- |
| Igrzyska olimpijskie          |                | 12             |                |                |                |                |                |                |                |                |                |                |                |                |                |                |                |
| Mistrzostwa świata            |                | 9              |                |                |                |                |                |                |                |                |                |                |                |                |                |                |                |
| Mistrzostwa Ameryki Północnej | 3              |                |                |                |                |                |                |                |                |                |                |                |                |                |                |                |                |
| Krajowe                       |                |                |                |                |                |                |                |                |                |                |                |                |                |                |                |                |                |
| Mistrzostwa Kanady            | 2              | 1              |                |                |                |                |                |                |                |                |                |                |                |                |                |                |                |

### Pary sportowe

#### Z Suzanne Morrow
| Zawody                        | 1947           | 1948           |                |                |                |                |                |                |                |                |                |                |                |                |                |                |                |
| Międzynarodowe                | Międzynarodowe | Międzynarodowe | Międzynarodowe | Międzynarodowe | Międzynarodowe | Międzynarodowe | Międzynarodowe | Międzynarodowe | Międzynarodowe | Międzynarodowe | Międzynarodowe | Międzynarodowe | Międzynarodowe | Międzynarodowe | Międzynarodowe | Międzynarodowe | Międzynarodowe |
| ----------------------------- | -------------- | -------------- | -------------- | -------------- | -------------- | -------------- | -------------- | -------------- | -------------- | -------------- | -------------- | -------------- | -------------- | -------------- | -------------- | -------------- | -------------- |
| Igrzyska olimpijskie          |                | 3              |                |                |                |                |                |                |                |                |                |                |                |                |                |                |                |
| Mistrzostwa świata            |                | 3              |                |                |                |                |                |                |                |                |                |                |                |                |                |                |                |
| Mistrzostwa Ameryki Północnej | 1              |                |                |                |                |                |                |                |                |                |                |                |                |                |                |                |                |
| Krajowe                       |                |                |                |                |                |                |                |                |                |                |                |                |                |                |                |                |                |
| Mistrzostwa Kanady            | 1              | 1              |                |                |                |                |                |                |                |                |                |                |                |                |                |                |                |

#### Z Joyce Perkins
| Mistrzostwa Kanady | 1 |

#### Z Floraine Ducharme
| Mistrzostwa Kanady          |   | 2 |
| Mistrzostwa Kanady juniorów | 2 | 1 |

### Pary taneczne

#### Z Suzanne Morrow
| Mistrzostwa Kanady | 1 |

## Nagrody i osiągnięcia
- Galeria Sławy Skate Canada – 1992[3]